# Liste der Monuments historiques in Rancourt-sur-Ornain
Die Liste der Monuments historiques in Rancourt-sur-Ornain führt die Monuments historiques in der französischen Gemeinde Rancourt-sur-Ornain auf.

## Liste der Immobilien
| Bezeichnung      | Beschreibung                                                                                 | Standort              | Kennzeichnung | Schutzstatus | Datum | Bild           |
| ---------------- | -------------------------------------------------------------------------------------------- | --------------------- | ------------- | ------------ | ----- | -------------- |
| Kirche St-Médard | aus dem 15. Jahrhundert, mit Bauteilen des 12. und 13. Jahrhunderts im nördlichen Querschiff | Rue Principale (Lage) | PA00106604    | Classé       | 1994  | weitere Bilder |

## Liste der Objekte
| Bezeichnung                                   | Beschreibung | Standort                       | Kennzeichnung | Schutzstatus | Datum | Bild |
| --------------------------------------------- | --- | ------------------------------ | ------------- | ------------ | ----- | ---- |
| Skulpturengruppe Gottvater und zwei Engelchen | Holz, farbig gefasst und vergoldet, 18. Jahrhundert                                                                | in der Kirche St-Médard (Lage) | PM55000484    | Classé       | 1960  |      |
| Nikolausaltar                                 | linker Seitenaltar; Altartisch, Retabel und drei Skulpturen; Stein, farbig gefasst und vergoldet, 17. Jahrhundert  | in der Kirche St-Médard (Lage) | PM55000483    | Classé       | 1960  |      |
| Skulptur Heiliger Medardus                    | Kalkstein, farbig gefasst, 18. Jahrhundert                                                                         | in der Kirche St-Médard (Lage) | PM55002219    | Inscrit      | 2000  |      |
| Marienaltar                                   | rechter Seitenaltar; Altartisch, Retabel und drei Skulpturen; Stein, farbig gefasst und vergoldet, 17. Jahrhundert | in der Kirche St-Médard (Lage) | PM55000482    | Classé       | 1960  |      |
| Chorgestühl                                   | Eichenholz, 17. Jahrhundert                                                                                        | in der Kirche St-Médard (Lage) | PM55000481    | Classé       | 1905  |      |